# Ivtchenko-Progress D-27
L’Ivtchenko-Progress D-27 est un turbopropulseur triple corps développé par le constructeur ukrainien Ivtchenko-Progress ZMKB. Il est difficile de savoir si le cœur du D-27 est dérivé ou a un rapport avec celui du turbofan Ivtchenko-Progress D-36, qui possède lui-aussi une architecture à trois corps. Il a été développé spécifiquement pour propulser de manière plus rentable des avions de ligne tels que le Yak-46 (en) (abandonné) et il fut également choisi pour propulser l'avion de transport militaire An-70.
Le D-27 devrait servir de base de développement pour de futurs moteurs. Actuellement [Quand ?], seuls 16 exemplaires ont été produits.

## Conception et développement
Le moteur fut conçu et développé par le bureau d'études Ivtchenko-Progress ZMKB pour des avions de transport civils et militaires. Il fut conçu pour correspondre à la demande croissante espérée en produits aéronautiques, qui incluait de nombreux nouveaux moteurs d'emploi civil et militaire.
Le D-27 est considéré comme un leader et une première dans le monde des turbopropulseurs. Il est taré à une puissance de 14 000 ch (10 295,58 kW). Actuellement (2017), il est en cours de tests en vol officiels, installé sous l'avion de transport militaire moyennes distances Antonov An-70.
Pendant le développement de ce moteur, Ivtchenko-Progress présenta également plusieurs dérivés du moteur employant le même cœur mais utilisés à d'autres fins :
- AI-127 : Un dérivé turbomoteur d'une puissance de 14 500 ch (10 663,28 kW), proposé pour l'hélicoptère géant Mi-26 Halo ;
- AI-727 : Une famille de turbosoufflantes à engrenages à très fort taux de dilution, avec une poussé allant de 88,26 à 107,87 kN.

## Caractéristiques
Le D-27 est un turbopropulseur à trois corps comportant un compresseur basse-pression axial et un compresseur haute-pression mixte (combinant étages axiaux et centrifuges). Il est également doté d'une chambre de combustion annulaire, et d'un étage de turbine axial à haute-pression, suivi d'un autre à basse-pression.
L'hélice-cimeterre double contrarotative SV-27, fournie par SPE Aerosila, est entraînée par une turbine à quatre étages via un arbre relié à un engrenage réducteur à planétaires, contenant également un capteur de poussée et un mécanisme pour prévenir l'accélération du rotor.

## Applications
- Antonov An-70
- Beriev A-42PE
- Antonov An-180 (en)
- Yakovlev Yak-44 (en) (non construit)